# Autoserica pubescens
Autoserica pubescens är en skalbaggsart som beskrevs av Gilbert John Arrow 1916. Autoserica pubescens ingår i släktet Autoserica och familjen Melolonthidae. Inga underarter finns listade.